# ウインクリューガー
ウインクリューガーとは、日本の競走馬・種牡馬である。タイキシャトルの産駒として初の重賞勝利、そしてGI勝利をもたらした。近親にディープインパクトがいる。当歳時のセレクトセールで2700万円で落札された市場取引馬である。

## 戦績
2002年秋の京都競馬でデビュー。この新馬戦を勝利した後、オープンの萩ステークスに挑戦したが、4着に敗れる。翌2003年の白梅賞では、後のクラシック2冠馬ネオユニヴァースと0.1秒差の好勝負をするが、斜行により5着降着となった。この戦いが評価され、次走のこぶし賞では1番人気に押されたが、11着と惨敗した。
次の500万下競走が、同馬にとっての2勝目となる。そして次走、アーリントンカップで重賞初挑戦。7番人気だったが勝利で飾る。これがタイキシャトル産駒にとって初の重賞勝利となった。
続く毎日杯では2000mの距離が合わず8着に敗れ、迎えたNHKマイルカップは9番人気。レースでは2番手を追走し、最後は追い上げるエイシンツルギザンを振り切って勝利。タイキシャトル産駒として初のGI制覇を達成した。
だが夏の休養を明けるとその栄光から一転、惨敗続きとなる。2004年の3月には、22日に地方・高知競馬の黒船賞に出走し、中5日で高松宮記念に出走するというショック療法的なローテーションを行ったりもしたが、復活の兆しは見えなかった。
2005年2月の阪急杯では、主に先行だったこれまでのスタイルと異なり、後方からの競馬を見せる。結果、NHKマイルカップ以来、10戦ぶりの複勝圏となる3着に好走。上がり3ハロン33秒8はメンバー中最速、同馬にとっても過去最速の速さであった。しかし、続く高松宮記念では、同馬のGI出走で過去最高の5番人気に推されたものの、10着と惨敗した。
2005年の末から2006年の初めにかけては、12月25日の2005ファイナルステークス、1月5日の京都金杯、1月14日の淀短距離ステークスと、中1週以下のレース間隔で2戦続けて出走するというローテーションも経験したが、結果は出なかった。そして5月の都大路ステークス以降、レースから遠ざかっていたが、9月に障害試験を受験し、これに合格する。今度は障害で活動するかと見られた矢先、短期放牧先で腸捻転を発症、手術を行い、長期休養となる。
その後、2007年のダービー卿チャレンジトロフィーで復帰。復帰初戦は9着に敗れる。続いての谷川岳ステークスは13着に、連闘で出走した都大路ステークスでは果敢に逃げたものの、12着に敗れた。ここに至って陣営は、前年に断念した障害転向の道を選択。7月7日に障害未勝利戦に出走すると、2着に6馬身差をつける圧勝を収めた。これは2003年NHKマイルカップ以来、4年2ヶ月ぶりの勝利となった。その後、阪神ジャンプステークスに出走。スタートから先頭で逃げるものの、最後まで粘りきれず4着に敗れる。このレース中のアクシデントにより左前屈腱炎を発症。全治9ヶ月の診断が下されたため、現役を引退することとなり、11月20日付けで競走馬登録を抹消された。

## 競走成績
以下の内容はnetkeiba.comの情報に基づく。
| 競走日     | 競馬場 | 競走名          | 格      | 距離（馬場）  | 頭 数 | 枠 番 | 馬 番 | オッズ （人気） | 着順 | タイム （上がり3F） | 着差  | 騎手      | 斤量 [kg] | 1着馬（2着馬）       | 馬体重 [kg] | 備考       |
| ---------- | ------ | --------------- | ------- | ------------- | ----- | ----- | ----- | --------------- | ---- | ------------------- | ----- | --------- | --------- | -------------------- | ----------- | ---------- |
| 2002.10.05 | 京都   | 2歳新馬         |         | 芝1600m（良） | 13    | 1     | 1     | 002.70（2人）   | 01着 | R1:35.6（35.9）     | -0.2  | 0武幸四郎 | 53        | （アイシースズカ）   | 462         |            |
| 0000.10.26 | 京都   | 萩S             | OP      | 芝1800m（良） | 13    | 4     | 4     | 004.80（2人）   | 04着 | R1:48.4（35.7）     | -0.4  | 0武幸四郎 | 55        | テイエムリキサン     | 460         |            |
| 2003.01.18 | 京都   | 白梅賞          | 500万下 | 芝1600m（良） | 16    | 1     | 2     | 004.50（2人）   | 05着 | R1:35.2（36.5）     | -0.1  | 0武幸四郎 | 56        | ネオユニヴァース     | 476         | [ 注釈 2 ] |
| 0000.02.01 | 京都   | こぶし賞        | 500万下 | 芝1600m（良） | 16    | 2     | 4     | 003.50（1人）   | 11着 | R1:36.0（36.6）     | -1.6  | 0藤田伸二 | 56        | スズノマーチ         | 474         |            |
| 0000.02.15 | 京都   | 3歳500万下      |         | ダ1400m（良） | 16    | 5     | 10    | 003.90（2人）   | 01着 | R1:26.6（38.3）     | -0.0  | 0武幸四郎 | 56        | (コスモブレーン)     | 474         |            |
| 0000.03.01 | 阪神   | アーリントンC   | GIII    | 芝1600m（重） | 16    | 2     | 4     | 011.40（7人）   | 01着 | R1:36.8（36.0）     | -0.1  | 0武幸四郎 | 56        | (エコルプレイス)     | 472         |            |
| 0000.03.29 | 阪神   | 毎日杯          | GIII    | 芝2000m（良） | 13    | 1     | 1     | 016.00（6人）   | 08着 | R2:01.3（36.7）     | -1.4  | 0武幸四郎 | 57        | タカラシャーディー   | 474         |            |
| 0000.05.11 | 東京   | NHKマイルC      | GI      | 芝1600m（良） | 18    | 8     | 16    | 026.00（9人）   | 01着 | R1:34.2（35.9）     | -0.2  | 0武幸四郎 | 57        | (エイシンツルギサン) | 468         |            |
| 0000.10.25 | 東京   | 富士S           | GIII    | 芝1600m（良） | 18    | 2     | 4     | 015.90（5人）   | 07着 | R1:33.3（35.3）     | -1.3  | 0武幸四郎 | 57        | ミレニアムバイオ     | 474         |            |
| 0000.11.23 | 京都   | マイルCS        | GI      | 芝1600m（良） | 18    | 3     | 6     | 026.30（9人）   | 15着 | R1:34.1（35.4）     | -0.8  | 0武幸四郎 | 56        | デュランダル         | 488         |            |
| 2004.03.22 | 高知   | 黒船賞          | GIII    | ダ1400m（不） | 12    | 8     | 12    | 00 - 0（3人）   | 12着 | R1:29.20000000      | -2.8  | 0武幸四郎 | 59        | ディバインシルバー   | 482         |            |
| 0000.03.28 | 中京   | 高松宮記念      | GI      | 芝1200m（良） | 18    | 6     | 12    | 045.4（10人）   | 13着 | R1:08.6（34.7）     | -0.7  | 0武幸四郎 | 57        | サニングデール       | 482         |            |
| 0000.04.17 | 阪神   | マイラーズC     | GII     | 芝1600m（良） | 9     | 4     | 4     | 023.60（5人）   | 06着 | R1:34.0（35.2）     | -1.1  | 0岩田康誠 | 59        | マイソールサウンド   | 488         |            |
| 0000.05.16 | 新潟   | 新潟大賞典      | GIII    | 芝2000m（稍） | 16    | 6     | 11    | 011.80（6人）   | 04着 | R2:00.6（34.6）     | -0.1  | 0武幸四郎 | 57        | マイネルアムンゼン   | 484         |            |
| 0000.06.13 | 東京   | エプソムC       | GIII    | 芝1800m（稍） | 18    | 8     | 18    | 007.30（4人）   | 13着 | R1:48.6（35.4）     | -0.7  | 0武幸四郎 | 57        | マイネルアムンゼン   | 482         |            |
| 0000.07.18 | 小倉   | 北九州記念      | GIII    | 芝1800m（良） | 13    | 3     | 13    | 022.20（9人）   | 07着 | R1:44.6（35.4）     | -0.5  | 0武幸四郎 | 57        | ダイタクバートラム   | 480         |            |
| 0000.08.01 | 新潟   | 関屋記念        | GIII    | 芝1600m（良） | 15    | 3     | 5     | 011.70（5人）   | 11着 | R1:33.2（34.8）     | -0.9  | 0武幸四郎 | 57        | ブルーイレヴン       | 480         |            |
| 2005.02.27 | 阪神   | 阪急杯          | GIII    | 芝1200m（良） | 16    | 6     | 12    | 016.50（5人）   | 03着 | R1:08.6（33.8）     | -0.1  | 0岩田康誠 | 58        | キーンランドスワン   | 490         |            |
| 0000.03.27 | 中京   | 高松宮記念      | GI      | 芝1200m（良） | 18    | 2     | 4     | 018.60（5人）   | 10着 | R1:09.2（34.4）     | -0.8  | 0吉田稔   | 57        | アドマイヤマックス   | 494         |            |
| 0000.05.15 | 東京   | 京王杯SC        | GII     | 芝1400m（良） | 18    | 3     | 5     | 022.80（9人）   | 13着 | R1:21.8（35.3）     | -1.5  | 0武幸四郎 | 58        | アサクサデンエン     | 486         |            |
| 0000.06.12 | 東京   | エプソムC       | GIII    | 芝1800m（良） | 17    | 7     | 14    | 021.30（6人）   | 08着 | R1:47.3（35.1）     | -0.7  | 0内田博幸 | 57        | スズノマーチ         | 488         |            |
| 0000.10.29 | 京都   | スワンS         | GII     | 芝1400m（重） | 18    | 8     | 18    | 053.6（13人）   | 03着 | R1:21.6（34.1）     | -0.1  | 0藤岡佑介 | 58        | コスモサンビーム     | 494         |            |
| 0000.12.25 | 阪神   | 2005ファイナルS | OP      | 芝1600m（良） | 15    | 5     | 9     | 006.70（4人）   | 07着 | R1:36.8（34.4）     | -1.0  | 0藤岡佑介 | 57        | ニューベリー         | 498         |            |
| 2006.01.05 | 京都   | 京都金杯        | GIII    | 芝1600m（良） | 16    | 1     | 1     | 037.7（14人）   | 05着 | R1:34.4（34.5）     | -0.4  | 0藤岡佑介 | 57        | ビッグプラネット     | 498         |            |
| 0000.01.14 | 京都   | 淀短距離S       | OP      | 芝1200m（不） | 15    | 7     | 12    | 005.90（3人）   | 10着 | R1:11.5（35.8）     | -1.6  | 0安藤勝己 | 57        | ギャラントアロー     | 492         |            |
| 0000.02.26 | 阪神   | 阪急杯          | GIII    | 芝1400m（不） | 15    | 8     | 15    | 015.20（6人）   | 07着 | R1:23.8（35.6）     | -0.8  | 0吉田稔   | 58        | ブルーショットガン   | 496         |            |
| 0000.03.26 | 中京   | 高松宮記念      | GI      | 芝1200m（良） | 18    | 7     | 15    | 072.6（17人）   | 14着 | R1:08.8（34.1）     | -0.8  | 0中館英二 | 57        | オレハマッテルゼ     | 494         |            |
| 0000.04.22 | 京都   | オーストラリアT | OP      | 芝1800m（良） | 12    | 8     | 12    | 025.70（6人）   | 08着 | R1:47.4（35.2）     | -0.7  | 0岩田康誠 | 58        | タガノデンジャラス   | 492         |            |
| 0000.05.07 | 京都   | 都大路S         | OP      | 芝1600m（重） | 12    | 8     | 12    | 007.10（4人）   | 05着 | R1:36.3（37.4）     | -0.8  | 0佐藤哲三 | 57        | ロードマジェスティ   | 488         |            |
| 2007.04.01 | 中山   | ダービー卿CT    | GIII    | 芝1600m（良） | 15    | 3     | 5     | 100.0（14人）   | 09着 | R1:33.8（35.4）     | -00.7 | 0勝浦正樹 | 56        | ピカレスクコート     | 494         |            |
| 0000.04.29 | 新潟   | 谷川岳S         | OP      | 芝1400m（良） | 16    | 1     | 2     | 030.30（8人）   | 13着 | R1:21.0（35.3）     | -0.9  | 0勝浦正樹 | 57        | キンシャサノキセキ   | 492         |            |
| 0000.05.06 | 京都   | 都大路S         | OP      | 芝1600m（重） | 15    | 7     | 14    | 014.40（7人）   | 12着 | R1:38.1（38.6）     | -1.7  | 0鮫島良太 | 56        | スーパーホーネット   | 494         |            |
| 0000.07.07 | 阪神   | 障害3歳上未勝利 |         | ダ2970m（良） | 12    | 8     | 12    | 004.70（3人）   | 01着 | R3:19.2（13.4）     | 0-1.0 | 0金折知則 | 60        | (ブラックコンドル)   | 496         |            |
| 0000.03.17 | 阪神   | 阪神JS          | J･GIII  | 芝3140m（良） | 14    | 5     | 8     | 004.00（3人）   | 04着 | R3:29.5（13.3）     | -01.6 | 0金折知則 | 60        | コウエイトライ       | 492         |            |

## 種牡馬入り後
近親にディープインパクトがいるなど、牝系に多くの活躍馬がいる血統背景が評価され、2008年シーズンより日高スタリオンステーションにて種牡馬として繋養・供用されていた。
種付け料は初年度から現在まで20万円（出生条件、牝馬無料）で、2008年に15頭、2009年に7頭の繁殖牝馬を集めている。産駒は2011年にデビューした。エバーローズ（牝馬、母クレバーピーチ）が12月25日の中山競馬2歳新馬戦で勝利し、JRA初勝利を挙げた。
しかし2015年末で日高スタリオンが閉鎖されたため、福島県南相馬市の個人に譲渡され、2015年12月20日より福島県南相馬市西町ホースパークで繋養されている。去勢されたのち、同市の伝統行事である相馬野馬追に参加すべく調教を受けている。2016年に引退名馬繋養展示事業の対象となった。

## エピソード
2010年にJRAが企画した、過去のNHKマイルCの勝ち馬から選ぶ東京スマイルプレミアムのメモリアルホース決定アンケートでは、エルコンドルパサー、クロフネなどの名立たる名馬達を押しのけ、最終的にメモリアルホースに選ばれたタイキフォーチュンに次ぐ95000票余りの支持を受けた。しかし一部ファンの多重投票の疑いもあり、次週のアンケートから投票ページに「同一の方による複数の投票と思われるものについては、無効とさせていただく場合がある」という注釈がついた。

## 血統表
| ウインクリューガーの血統                   | ウインクリューガーの血統                         | ウインクリューガーの血統                     | （血統表の出典）                             | （血統表の出典） |
| 父系                                       | ヘイロー系                                       | ヘイロー系                                   | ヘイロー系                                   | [ § 2 ]          |
| 父 *タイキシャトル Taiki Shuttle 1994 栗毛 | 父の父Devil's Bag 1981 鹿毛                      | Halo                                         | Hail to Reason                               | Hail to Reason   |
| 父 *タイキシャトル Taiki Shuttle 1994 栗毛 | 父の父Devil's Bag 1981 鹿毛                      | Halo                                         | Cosmah                                       |                  |
| 父 *タイキシャトル Taiki Shuttle 1994 栗毛 | 父の父Devil's Bag 1981 鹿毛                      | Ballade                                      | Herbager                                     | Herbager         |
| 父 *タイキシャトル Taiki Shuttle 1994 栗毛 | 父の父Devil's Bag 1981 鹿毛                      | Ballade                                      | Miss Swapsco                                 |                  |
| 父 *タイキシャトル Taiki Shuttle 1994 栗毛 | 父の母*ウェルシュマフィン Welsh Muffin 1987 鹿毛 | Caerleon                                     | Nijinsky                                     | Nijinsky         |
| 父 *タイキシャトル Taiki Shuttle 1994 栗毛 | 父の母*ウェルシュマフィン Welsh Muffin 1987 鹿毛 | Caerleon                                     | Foreseer                                     |                  |
| 父 *タイキシャトル Taiki Shuttle 1994 栗毛 | 父の母*ウェルシュマフィン Welsh Muffin 1987 鹿毛 | Muffitys                                     | Thatch                                       | Thatch           |
| 父 *タイキシャトル Taiki Shuttle 1994 栗毛 | 父の母*ウェルシュマフィン Welsh Muffin 1987 鹿毛 | Muffitys                                     | Contrail                                     |                  |
| 母 *インヴァイト Invite 1986 鹿毛          | 母の父Be My Guest 1974 栗毛                      | Northern Dancer                              | Nearctic                                     | Nearctic         |
| 母 *インヴァイト Invite 1986 鹿毛          | 母の父Be My Guest 1974 栗毛                      | Northern Dancer                              | Natalma                                      |                  |
| 母 *インヴァイト Invite 1986 鹿毛          | 母の父Be My Guest 1974 栗毛                      | What a Treat                                 | Tudor Minstrel                               | Tudor Minstrel   |
| 母 *インヴァイト Invite 1986 鹿毛          | 母の父Be My Guest 1974 栗毛                      | What a Treat                                 | Rare Treat                                   |                  |
| 母 *インヴァイト Invite 1986 鹿毛          | 母の母Burghclere 1977 鹿毛                       | Busted                                       | Crepello                                     | Crepello         |
| 母 *インヴァイト Invite 1986 鹿毛          | 母の母Burghclere 1977 鹿毛                       | Busted                                       | Sans le Sou                                  |                  |
| 母 *インヴァイト Invite 1986 鹿毛          | 母の母Burghclere 1977 鹿毛                       | Highclere                                    | Queen's Hussar                               | Queen's Hussar   |
| 母 *インヴァイト Invite 1986 鹿毛          | 母の母Burghclere 1977 鹿毛                       | Highclere                                    | Highlight                                    |                  |
| 母系(F-No.)                                | 2号族(FN:2-f)                                    | 2号族(FN:2-f)                                | 2号族(FN:2-f)                                | [ § 3 ]          |
| 5代内の近親交配                            | Northern Dancer5×3=15.63% Almahmoud5×5=6.25%     | Northern Dancer5×3=15.63% Almahmoud5×5=6.25% | Northern Dancer5×3=15.63% Almahmoud5×5=6.25% | [ § 4 ]          |
| 出典                                       | 1. 2. 3. 4.                                      | 1. 2. 3. 4.                                  | 1. 2. 3. 4.                                  | 1. 2. 3. 4.      |

- 姪に2006年マーメイドステークス勝ち馬のソリッドプラチナムがいる。

※ハイクレア一族の項目も参照。